# Lepyrium
Lepyrium is een geslacht van weekdieren uit de klasse van de Gastropoda (slakken).

## Soort
- Lepyrium showalterii (I. Lea, 1861)